# Breanka, Ucraina
Breanka (în ucraineană Брянка) este oraș regional în  regiunea Luhansk, Ucraina. Deși subordonat direct regiunii, orașul este și reședința raionului Breanka. 

## Demografie
Componența lingvistică a orașului Breanka
     Rusă (87,01%)
     Ucraineană (12,65%)
     Alte limbi (0,14%)
Conform recensământului din 2001, majoritatea populației orașului Breanka era vorbitoare de rusă (87,01%), existând în minoritate și vorbitori de ucraineană (12,65%).